# Киллорглин
Киллорглин (англ. Killorglin; ирл. Cill Orglan, Килль-Орглан) — (переписной) посёлок в Ирландии, находится в графстве Керри (провинция Манстер).

## Демография

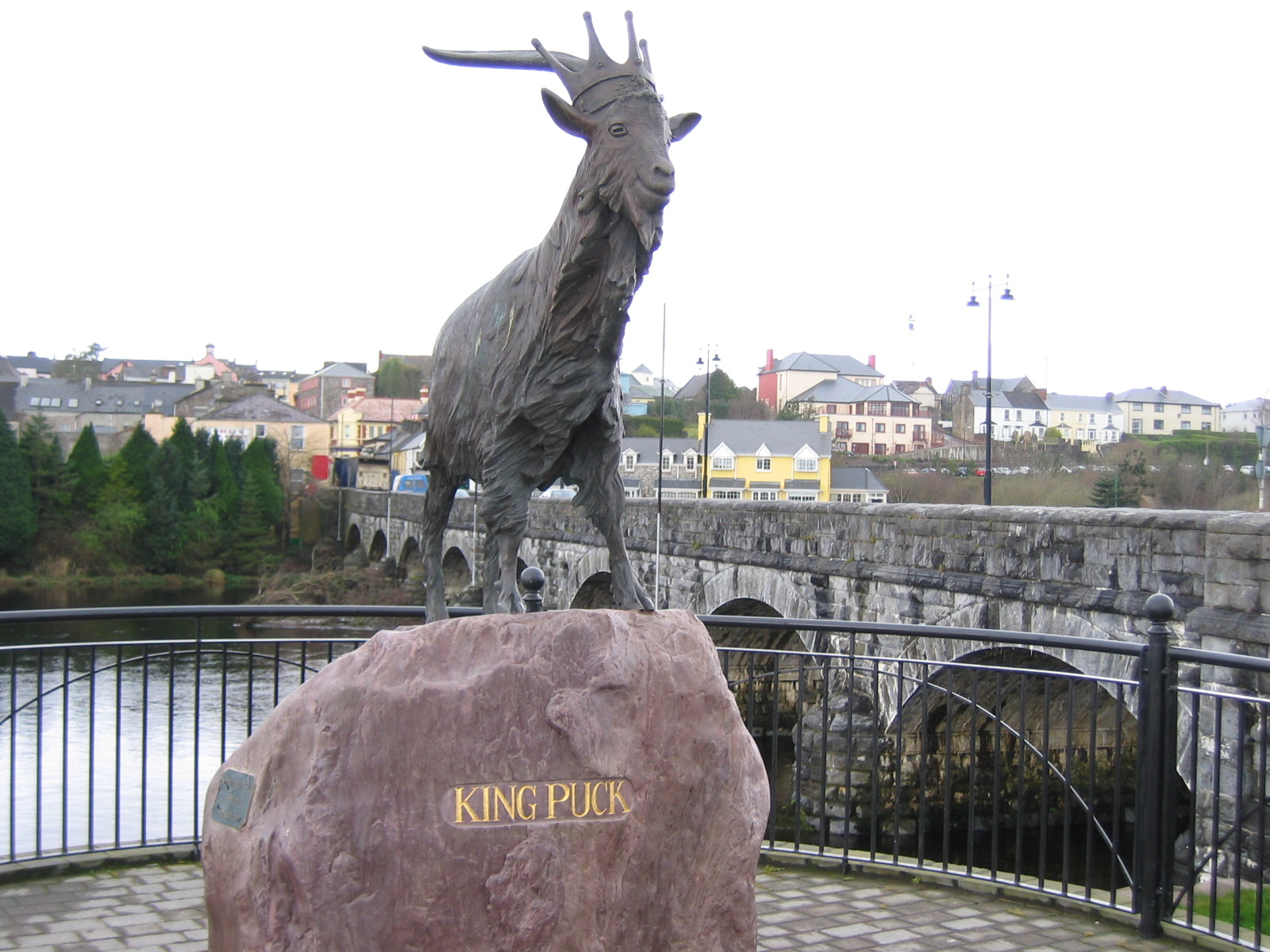
King Puck

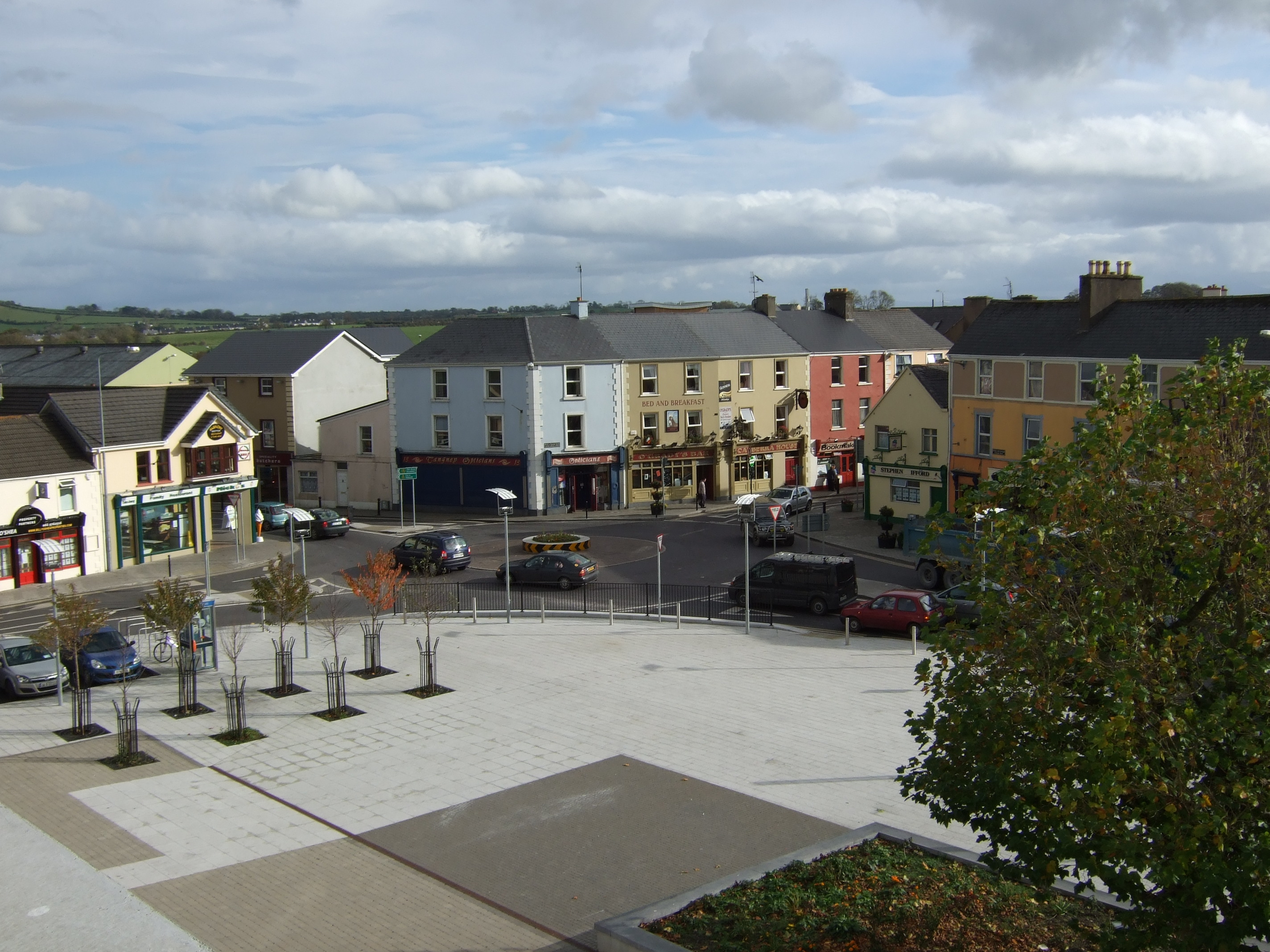
Площадь перед городской библиотекой

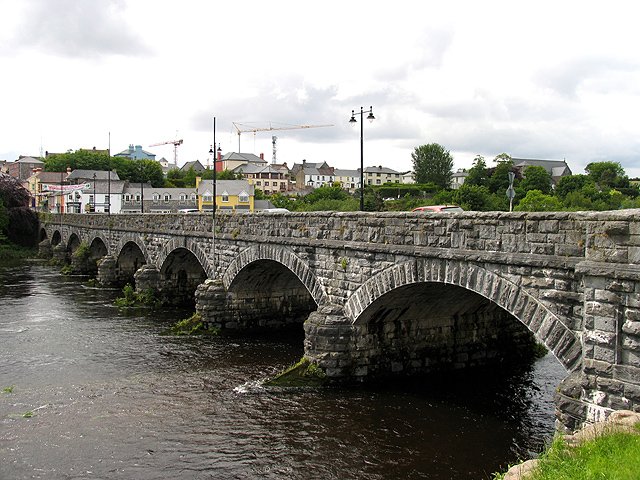
Мост через реку Лейн

Население — 1627 человек (по переписи 2006 года). В 2002 году население составляло 1359.
Данные переписи 2006 года:
| Общие демографические показатели |               |                               |                               |      |      |
| Всё население                    | Всё население | Изменения населения 2002—2006 | Изменения населения 2002—2006 | 2006 | 2006 |
| 2002                             | 2006          | чел.                          | %                             | муж. | жен. |
| 1359                             | 1627          | 268                           | 19,7                          | 778  | 849  |

В нижеприводимых таблицах сумма всех ответов (столбец «сумма»), как правило, меньше общего населения населённого пункта (столбец «2006»).
| Религия (Тема 2 — 5 : Число людей по религиям, 2006) |             |                |             |            |       |      |
| Католики, чел.                                       | Католики, % | Другая религия | Без религии | не указано | сумма | 2006 |
| 1436                                                 | 88,3        | 76             | 76          | 39         | 1627  | 1627 |

| Этно-расовый состав (Этничность. Тема 2 — 3 : Постоянное население по этническому или культурному происхождению, 2006) |            |              |       |        |        |            |       |       |
| Белые ирландцы | Лухт-шулта | Другие белые | Негры | Азиаты | Другие | Не указано | сумма | 2006  |
| 1320 | 10         | 187          | 0     | 15     | 14     | 39         | 1585  | 1627  |
| Доля от всех отвечавших на вопрос, %                                                                                   |            |              |       |        |        |            |       |       |
| 83,3 | 0,6        | 11,8         | 0,0   | 0,9    | 0,9    | 2,5        | 100   | 97,41 |

1 — доля отвечавших на вопрос о языке от всего населения.
| Владение ирландским языком (Тема 3 — 1 : Число людей от 3 лет и старше по способности говорить по-ирландски, 2006) |      |            |       |       |
| Владеете ли Вы ирландским языком?                                                                                  |      |            |       |       |
| Да | Нет  | Не указано | сумма | 2006  |
| 617 | 900  | 56         | 1573  | 1627  |
| Доля от всех отвечавших на вопрос о языке, %                                                                       |      |            |       |       |
| 39,2 | 57,2 | 3,6        | 100   | 96,71 |

1 — доля отвечавших на вопрос о языке от всего населения.
| Использование ирландского языка (Тема 3 — 2 : Говорящие по-ирландски от 3 лет и старше по частоте использования ирландского языка, 2006) |                                                            |                                               |                                               |                                               |                                               |                                               |       |                                     |      |
| Как часто и где Вы говорите по-ирландски?                                                                                                |                                                            |                                               |                                               |                                               |                                               |                                               |       |                                     |      |
| ежедневно, только в образовательных учреждениях                                                                                          | ежедневно, как в образовательных учреждениях, так и вне их | в других местах (вне образовательной системы) | в других местах (вне образовательной системы) | в других местах (вне образовательной системы) | в других местах (вне образовательной системы) | в других местах (вне образовательной системы) | сумма | всего, отвечавших на вопрос о языке | 2006 |
| ежедневно, только в образовательных учреждениях                                                                                          | ежедневно, как в образовательных учреждениях, так и вне их | ежедневно                                     | каждую неделю                                 | реже                                          | никогда                                       | не указано                                    | сумма | всего, отвечавших на вопрос о языке | 2006 |
| 134 | 8                                                          | 19                                            | 45                                            | 247                                           | 153                                           | 11                                            | 617   | 1573                                | 1627 |
| Доля от всех отвечавших на вопрос о языке, %                                                                                             |                                                            |                                               |                                               |                                               |                                               |                                               |       |                                     |      |
| 8,5 | 0,5                                                        | 1,2                                           | 2,9                                           | 15,7                                          | 9,7                                           | 0,7                                           | 39,2  | 100                                 |      |

| Типы частных жилищ (Тема 6 — 1(a) : Число частных домовладений по типу размещения, 2006) |          |         |                 |            |       |      |
| Отдельный дом                                                                            | Квартира | Комната | Переносные дома | не указано | сумма | 2006 |
| 550                                                                                      | 79       | 0       | 0               | 27         | 656   | 1627 |

## Города-побратимы
- Плуа (Франция, с 1999)[8]